# Andrea Bédard
Andrea Bédard (Sutton, 28 gennaio 1963) è un'ex sciatrice alpina canadese.

## Biografia
Specialista delle prove tecniche, la Bédard in Nor-Am Cup nella stagione 1982-1983 vinse la classifica di slalom gigante e fu 2º in quella generale, mentre ai XIV Giochi olimpici invernali di Sarajevo 1984, sua unica presenza olimpica, non completò né lo slalom gigante né lo slalom speciale; in Coppa del Mondo conquistò due piazzamenti, il 10 marzo 1984 a Waterville Valley in slalom speciale (11ª) e il 9 dicembre dello stesso anno a Davos in combinata (11ª), mentre ai Mondiali di Bormio 1985 fu 15ª nello slalom speciale, suo unico piazzamento iridato.

## Palmarès

### Coppa del Mondo
- Miglior piazzamento in classifica generale: 72ª nel 1985

### Nor-Am Cup
- Miglior piazzamento in classifica generale: 2ª nel 1983[1]
- Vincitrice della classifica di slalom gigante nel 1983[senza fonte]

### Campionati canadesi
- 4 medaglie (dati parziali)[2][senza fonte]:
  - 4 ori (slalom gigante, slalom speciale nel 1984; slalom gigante, slalom speciale nel 1985)